# Helene Brydensholt
Helene Brydensholt, née le 8 août 1987 à Roskilde (Danemark), est une femme politique danoise.

## Biographie
Helene Brydensholt suit des études d'anthropologie à l'université de Copenhague, dont elle est diplômée en 2015.
Engagée au sein de L'Alternative, elle est candidate aux élections municipales de novembre 2021 à Helsingør, mais ne parvient pas à remporter de siège au conseil municipal.
Elle est élue députée au Folketing lors des élections législatives anticipées du 1er novembre 2022. Elle devient la présidente du groupe parlementaire de L'Alternative après le scrutin. 
En janvier 2023, elle devient également vice-présidente de la commission parlementaire sur la citoyenneté, chargée d'examiner les demandes de naturalisation, lesquelles doivent être approuvées au Danemark par le vote d'une loi selon la Constitution. En décembre 2024, elle quitte ses fonctions de vice-présidente de la commission pour protester contre la tenue d'entretiens d'évaluation de l'état d'esprit démocratique de candidats à la naturalisation, qu'elle considère comme une violation des principes juridiques fondamentaux.